# LHX6
LHX6‏ (LIM homeobox 6) هوَ بروتين يُشَفر بواسطة جين LHX6 في الإنسان.
يشفر هذا الجين عضوًا من عائلة بروتينية كبيرة تحتوي على مجال LIM، وهو مجال فريد من نوعه يرتبط بالزنك وغني بالسيستين. قد يعمل البروتين المشفر كمنظم نسخي وقد يشارك في التحكم في تمايز وتطور الخلايا العصبية واللمفاوية. تم وصف متغيرين من النسخ المشفرين بالتبادل يشفران أشكالًا متماثلة مميزة لهذا الجين. جرى تحديد متغيرات النسخ المشفرة بالتبادل، لكن لم تُحدد صلاحيتها البيولوجية.